# Alegeri generale în România, 1996
Alegerile au început pe data de 3 noiembrie 1996. Numărul alegătorilor înregistrați a fost de 17.218.654, dintre care numai 13.088.388 (76,01%) s-au exprimat.

## Vezi
- Alegeri prezidențiale în România, 1996
- Alegeri legislative în România, 1996